# Kazue Kineri
Kazue Kineri (jap. 木練 一恵, Kineri Kazue; * 25. August 1973 in Kōnosu, Präfektur Saitama) ist eine japanische Skeletonpilotin.
Kazue Kineri war zunächst im Bobsport aktiv, wo sie in der Saison 1999/2000 bei den japanischen Meisterschaften Zweite wurde, 2000 begann sie mit dem Skeletonsport. Ihr erstes internationales Rennen bestritt sie im Dezember 2002 in Calgary im Rahmen des Skeleton-America’s-Cup, wo sie 15. wurde. Einen Monat später fuhr sie in Igls ihr erstes Skeleton-Weltcup-Rennen, das sie als 26. beendete. In ihrem dritten Rennen in der obersten Rennserie in Altenberg konnte Kineri mit Platz 17 ihr bestes Resultat erreichen. In der Gesamtwertung der Saison wurde die Japanerin 27. Höhepunkt der Saison wurde die Skeleton-Weltmeisterschaft 2003 im heimischen Nagano, wo die Japanerin 20. wurde. Die nächsten und zunächst letzten Rennen bestritt sie im Dezember 2003 wieder bei America’s-Cup-Rennen. Es dauerte bis April 2009, dass Kineri erneut in der amerikanischen Rennserie zum Einsatz kam. Bei den Rennen in Lake Placid erreichte sie mit zwei 13. Rängen ihre besten Resultate im America’s Cup.